# Jakub Greguła
Jakub Greguła (ur. 16 sierpnia 2001 roku w Krakowie) – polski kierowca rajdowy. W sezonie 2019 reprezentował barwy zespołu Subaru Poland Rally Team. Kartingowy mistrz Polski z sezonu 2014 oraz międzynarodowy wicemistrz Polski w klasie Junior MAX w sezonie 2015.

## Przebieg kariery
Rozpoczął od kartingu. W wieku 11 lat sięgnął po 3. miejsce w pucharze ROTAX MAX Challenge Poland w klasie MICRO Max. W sezonie 2013 powtórzył ten wynik w klasie Mini Max, by w 2014 roku sięgnąć po mistrzostwo Polski w klasie KF Junior, a także zostać reprezentantem kadry narodowej. W sezonie 2015 Greguła zdobył międzynarodowe wicemistrzostwo Polski w klasie Junior Max, a także puchar ROTAX MAX Challenge Poland w klasie Junior Max. Rok 2016 zakończył zdobyciem 1. miejsca w Rotax Trophy i 2. miejsce w Rotax Max Senior Poland. W 2017 roku do listy swoich osiągnięć krakowianin dopisał 2. miejsce w środkowo-europejskim pucharze Rotax Max Senior.
Po sezonie 2017 zapadła decyzja o zmianie dyscypliny i przejściu do rajdów samochodowych. W sezonie 2018 Greguła startował w Górskich Samochodowych Mistrzostwach Polski. W rundach tego cyklu uczył się jazdy samochodem rajdowym – Fordem Fiestą R2. W sezonie 2019 reprezentował barwy Subaru Poland Rally Team jako najmłodszy kierowca w historii zespołu. Zwycięstwa w klasie pozwoliły liczyć się w walce o mistrzowski tytuł na jedną rundę przed końcem litewskiego czempionatu. Na koncie Greguły znajduje się m.in. 5. miejsce w klasyfikacji mistrzostw Litwy podczas Rajdu Lipawy oraz pierwsze miejsce w Rajdzie Elektrenów w klasyfikacji LARČ2. Ostatecznie został drugim wicemistrzem Litwy w klasie LARČ2.
Po ukończeniu 18 roku życia mógł rozpocząć starty w Rajdowych Samochodowych Mistrzostwach Polski. Na polskich odcinkach specjalnych Greguła zadebiutował podczas Rajdu Śląska, który stanowił szóstą, przedostatnią rundę krajowego czempionatu. Wraz z pilotem, Grzegorzem Dachowskim, Greguła wywalczył 11. miejsce w klasyfikacji generalnej zawodów i zwyciężył w klasie Open 4WD.
Po likwidacji Subaru Poland Rally Team wraz z końcem sezonu 2019, w 2020 roku załoga Jakub Greguła/Grzegorz Dachowski planuje starty w RSMP Fordem Fiestą R2T.